# アル・バイト・スタジアム
アル・バイト・スタジアム（アラビア語: استاد البيت、英語：Al Bayt Stadium）はカタールのアル＝ハウル（アル＝ホールとも）に所在するサッカースタジアム。

## 概要
2020年1月に完成し、ワールドカップのプレ大会となった2021 FIFAアラブカップではメイン会場として開幕戦から決勝戦までの5試合が実施、2022 FIFAワールドカップでは開幕戦から準決勝までの9試合が行われた。今後、AFCアジアカップ2023の会場としても使用され、大会終了後には32,000席に縮小される他2030年アジア競技大会に見据えて再開発も行う予定。
バイトはアラビア語で「家」の意味。長方形のテントの形をしたこのスタジアムの名称は、湾岸地域のベドウィンの伝統的テントである「バイト・アッ・シャアル」に由来する。

## 2022・FIFAワールドカップ
| 開催日   | 時間(UTC+3) | チーム#1     | 結果  | チーム#2       | ラウンド   | 観衆   |
| -------- | ----------- | ------------ | ----- | -------------- | ---------- | ------ |
| 11月20日 | 19:00       | カタール     | 0 – 2 | エクアドル     | グループA  | 67,372 |
| 11月23日 | 13:00       | モロッコ     | 0 – 0 | クロアチア     | グループF  | 59,407 |
| 11月25日 | 22:00       | イングランド | 0 – 0 | アメリカ合衆国 | グループB  | 68,463 |
| 11月27日 | 22:00       | スペイン     | 1 – 1 | ドイツ         | グループE  | 68,895 |
| 11月29日 | 18:00       | オランダ     | 2 – 0 | カタール       | グループA  | 66,784 |
| 12月1日  | 22:00       | コスタリカ   | 2 – 4 | ドイツ         | グループE  | 67,054 |
| 12月4日  | 22:00       | イングランド | 3 – 0 | セネガル       | ラウンド16 | 65,985 |
| 12月10日 | 22:00       | イングランド | 1 – 2 | フランス       | 準々決勝   | 68,895 |
| 12月14日 | 22:00       | フランス     | 2 – 0 | モロッコ       | 準決勝     | 68,294 |